# Inositol 1,4,5‐trisfosfat
L'inositol 1,4,5‐trisfosfat o trifosfoinositol (abreujat insp₃ o IP₃), és un segon missatger de la transducció de senyal  cel·lular. Es produeix, juntament amb el diacilglicerol, per hidròlisi catalitzada mitjançant la fosfolipasa C del fosfatidilinositol 4,5-bifosfat (PIP  2 ), un fosfolípid de  membrana. El seu efecte en l'entorn cel·lular és la mobilització del  Ca  2 + , emmagatzemat en orgànuls com el reticle endoplasmàtic.
Síntesi de l’inositol trifosfat:
La fosfoliptasa C és un enzim de la membrana cel·lular que participa en els mecanismes catalítics que generen els segons missatgers inositol trifosfat (IP3) i diacilglicerol (DAG) a partir de la hidròlisi de fosfatidilinositol 4,5-bifosfat (PIP2) i el conseqüent trencament d’aquesta molècula.
Aquest procés que té lloc a la membrana nuclear desprès de l’activació de la fosfolipasa C gràcies a una proteïna Gq alliberada per la unió d’un lligand a una proteïna receptora de membrana.
La fosfolipasa C desencadena una fosfotransferència en la que hi ha un reacció intramolecular al grup hidroxil de la posició 2 de l’anell inositol i al grup fosfat, produint així IP3 cíclic intermediari i DAG.
Un cop formada aquesta estructura cíclica, aquesta entra en contacte amb una molècula d’H2O, formant així l’IP3 final no cíclic.
Cascada d’activitat de l’inositol trifosfat:
El DAG producte de la hidròlisi induïda per la fosfoliptasa C activa proteïnes-cinases a nivell de la membrana cel·lular, provocant que l’IP3 -que és un fosfat hidrosoluble i, per tant, té la capacitat de difondre’s a través del citoplasma- es desplaci i interactuï amb els seus receptors específics (InsP3R) situats al reticle endoplasmàtic llis.
A l’interior d’aquest orgànul trobem gran quantitat de ions de Ca2+; i el que provoca la unió de l’IP3 al seu receptor és l’obertura d’un canal de calci (canal ionotròpic depenent de lligand) que farà que s'alliberi calci al citoplasma, elevant-ne les concentracions intracel·lulars.
Aquests ions de calci desencadenen, juntament amb el DAG que hi ha a la membrana cel·lular, l’activació de proteincinases C, que provocaran cascades de fosforil·lació activant enzims inactius i generant així una elevada activitat enzimàtica i els seus conseqüents efectes.
L’IP3 i el DAG, per tant, estan relacionats amb les respostes cel·lulars de proliferació, l’apoptosi, l’estructura del citoesquelet, el moviment vesicular, els canals iònics, les funcions endocrines, els neurotransmissors i la diferenciació cel·lular resultants d’aquesta activació enzimàtica.
Cascada de senyalització provinent del receptor muscarínic M1:
Un altre aspecte al qual intervé l’IP3 és en l’acció del receptor muscarínic M1 (receptor d’acetilcolina), que actua regulant els potencials excitatoris postsinàptics als ganglis nerviosos. Aquest tipus de receptor està associat a proteïnes G que es troben implicades en les vies de senyalització de la fosfoliptasa C; y per tant, la via del calci intracel·lular a la que participa l’IP3.